# Fontänenmeister

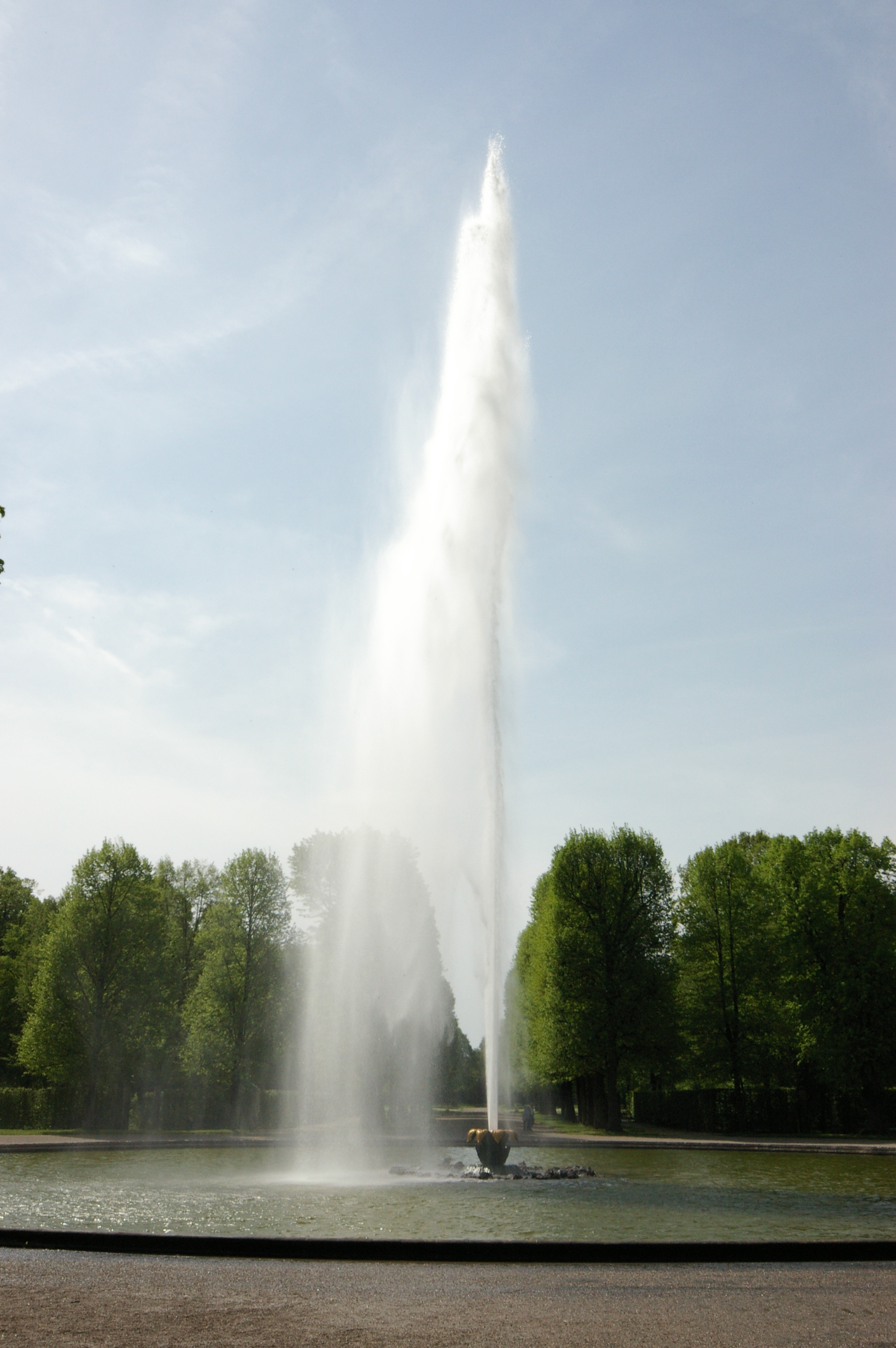
Seit 1720 die größte Fontäne Europas: Die Große Fontäne im Großen Garten von Hannover-Herrenhausen

Fontänenmeister, mitunter auch Brunnenmeister oder französisch: [maître] fontainier,  ist die historische Bezeichnung für eine Person, die für die Überwachung eines Wasserleitungsnetzes zuständig war, oder, in der Kunst, eine Person, die für die Anlage und Unterhaltung von Fontänen und zumeist steinernen Brunnenbecken und deren Wasserverteilungen verantwortlich ist. In früheren Zeiten zeichnete der maitre fontainier außerdem auch für herrschaftliche Toilettenanlagen verantwortlich. Zudem fertigten die Fontainiers die Wasserrohre aus Blei, für deren Restaurierung unter denkmalpflegerischen Gesichtspunkten die heutigen Brunnenmeister zuständig sind.

## Bekannte Fontainiers
- die Familie Francine (italienisch: Francini), berühmte italienische Fontainier-Dynastie für das Château neuf von Saint-Germain-en-Laye (Thomas Francine) und den Park von Schloss Versailles (sein Sohn François Francine)[4]
- Jean Joseph La Croix (1737–1828), Fontänenmeister, tätig in Hannover